# Le creazioni svariate di Cretinetti
Le creazioni svariate di Cretinetti è un cortometraggio del 1909.